# Liste jüdischer Friedhöfe in Worms
Die Liste jüdischer Friedhöfe in Worms gibt einen Überblick zu jüdischen Friedhöfen in der kreisfreien Stadt Worms in Rheinland-Pfalz. Nur der
Neue jüdische Friedhof wird bis heute belegt.
| Bezeichnung                                                               | Bild           | Standort/Lage                                                                             | Gemeinde                | Belegungszeit                        | Grabsteine | Bemerkungen                                              |
| ------------------------------------------------------------------------- | -------------- | ----------------------------------------------------------------------------------------- | ----------------------- | ------------------------------------ | ---------- | -------------------------------------------------------- |
| Heiliger Sand                                                             | weitere Bilder | am Rand des Stadtzentrums, Andreasring/Willi-Bandt-Ring (Lage)                            | Jüdische Gemeinde Worms | 11. Jh. bis 1930er-Jahre             | etwa 2500  | Die ältesten Grabsteine stammen aus dem 11. Jahrhundert. |
| Neuer jüdischer Friedhof (Worms) (auch Jüdischer Friedhof Worms-Hochheim) | weitere Bilder | Worms-Hochheim, am Rande des Hauptfriedhofs Hochheimer Höhe an der Eckenbertstraße (Lage) | Jüdische Gemeinde Mainz | seit 1911 bis heute                  |            |                                                          |
| Jüdischer Friedhof (Worms-Heppenheim)                                     |                | Worms-Heppenheim, nördlich des kommunalen Friedhofs an der Straße Am Friedhof (Lage)      | Jüdische Gemeinde Mainz | 1900 bis 1935                        | 18         |                                                          |
| Jüdischer Friedhof (Worms-Herrnsheim)                                     | weitere Bilder | nördlich von Worms-Herrnsheim, an der Kreisstraße K 18 nach Abenheim (Lage)               | Jüdische Gemeinde Mainz | Beginn des 18. Jahrhunderts bis 1934 | etwa 200   |                                                          |
| Jüdischer Friedhof (Worms-Pfeddersheim)                                   |                | Worms-Pfeddersheim, oberhalb des kommunalen Friedhofs an der Leiselheimer Straße (Lage)   |                         | 1834 bis 1937                        | 65         |                                                          |